# I Am Ready, Warden
I Am Ready, Warden ist ein US-amerikanischer Dokumentar-Kurzfilm von Smriti Mundhra über den zum Tode verurteilten Mörder John Henry Ramirez. Der Film feierte am 21. Februar 2024 auf dem Big Sky Film Festival Premiere und ist seit November 2024 auf Paramount+ abrufbar.

## Inhalt
Im Jahr 2004 erstach der Veteran John Henry Ramirez einen Ladenangestellten. Nach seiner Flucht nach Mexiko wurde er 2008 gefasst und noch im selben Jahr zum Tode verurteilt. Nach einem Zug durch die Institutionen kam es 2021 gar zu einem Urteil des Obersten Gerichtshofs. Der Film zeigt Ramirez in seinen letzten Tagen im Oktober 2022 kurz vor seiner Hinrichtung. Der Film zeigt den Abschied von seiner Familie und den letzten Versuch, den Sohn seines Opfers zu erreichen.

## Rezeption
Der Film feierte am 21. Februar 2024 auf dem Big Sky Film Festival Premiere. Zudem lief er im Oktober 2024 auf dem Bend Film Festival, Hot Springs Documentary Film Festival und dem Woodstock Film Festival. Noch im November lief er auf dem DOC NYC, bevor er ab dem 22. November 2024 auf Paramount+ als Stream verfügbar wurde. Zudem wurde der Film über 250 US-amerikanischen Universitäten kostenlos zur Verfügung gestellt.
Der Film wurde bei der Oscarverleihung 2025 in der Kategorie Bester Dokumentar-Kurzfilm nominiert.

## Auszeichnungen
- 2024: Critics’-Choice-Movie-Awards-Nominierung in der Kategorie Bester Dokumentar-Kurzfilm
- 2024: Bend Film Festival in der Kategorie Bester Dokumentar-Kurzfilm
- 2025: Cinema-Eye-Honors Award-Nominierung in der Kategorie Bester Dokumentar-Kurzfilm für Smriti Mundhra
- 2025: Oscar-Nominierung in der Kategorie Bester Dokumentar-Kurzfilm